# Норт Оукс (Минесота)
Норт Оукс (енгл. North Oaks) град је у америчкој савезној држави Минесота.

## Демографија
По попису из 2010. године број становника је 4.469, што је 586 (15,1%) становника више него 2000. године.
| Група             | 2000.         | 2010.         |
| Белци             | 3.594 (92,6%) | 4.111 (92,0%) |
| Афроамериканци    | 12 (0,3%)     | 18 (0,4%)     |
| Азијати           | 179 (4,6%)    | 232 (5,2%)    |
| Хиспаноамериканци | 47 (1,2%)     | 55 (1,2%)     |
| Укупно            | 3.883         | 4.469         |